# Jenkinshelea setosipennis
Jenkinshelea setosipennis är en tvåvingeart som först beskrevs av Jean-Jacques Kieffer 1913.  Jenkinshelea setosipennis ingår i släktet Jenkinshelea och familjen svidknott. Inga underarter finns listade i Catalogue of Life.